# Вальбе, Борис Соломонович
Бори́с Соломо́нович Ва́льбе (22 декабря 1889 [3 января 1890], Шепетовка, Волынская губерния — 26 января 1966, Ленинград) — советский литературовед и литературный критик. Член Союза писателей СССР.

## Биография
По образованию юрист. В 1917—1920 годах учился на юридическом факультете Института международного права в Петрограде.
Печататься начал в 1910 году в «Одесском листке». Автор книг, посвящённых жизни и творчеству Джона Рида (1930), Николая Помяловского (1936, серия «Жизнь замечательных людей»), Алексея Чапыгина (1959), статей о русских классиках.
В 1949 году был арестован и приговорён к 10 годам заключения; содержался в Чистюньлаге и в лагере Араличевскстрой. Освобождён в 1955 году; позже реабилитирован.
Похоронен на Преображенском еврейском кладбище.

### Семья
Брат — Вальбе, Иоэль (1898- 1982 יואל ול) — израильский композитор, музыковед.
Дочь — Руфь, (5.7.1925 — 1.12.2012), литературовед, исследователь творческого наследия Ариадны Сергеевны Эфрон; член Санкт-Петербургского общества «Мемориал».

## Изданные книги
Источник — Электронные каталоги РНБ
- Вальбе Б. С. Джон Рид = John Reed. — Л.: Красная газета, 1930. — 116 с. — 15 000 экз.
- Вальбе Б. С. «Жизнь Клима Самгина» в свете истории русской общественной мысли. — М.; Л.: Сов. писатель, 1966. — 287 с. — 10 000 экз.
- Вальбе Б. С. Помяловский. — М.: Журн.-газ. объединение, 1936. — 262 с. — (Жизнь замечательных людей; Вып. 17-18 (89-90)). — 40 000 экз.
  - . — М.: Журн.-газ. объединение, 1936. — 264 с. — (Жизнь замечательных людей; Вып. 21-22 (93-94)).
- Вальбе Б. С. Константин Андреевич Тренев // Тренев, Константин Андреевич : Рассказы. Пьесы. — М.: Б. и., 1939.
- Вальбе Б. С. Алексей Павлович Чапыгин : Жизнь и творчество. — М.: Сов. писатель, 1938. — 224 с. — 10 000 экз.
  - Алексей Павлович Чапыгин : Очерк жизни и творчества. — 2-е изд., перераб. — М.: Сов. писатель, 1959. — 207 с. — 5000 экз.
- Вальбе Б. С. А. П. Чапыгин : Критич. очерк. — Л.: Гослитиздат, 1935. — 146 с. — 4300 экз.